# 雪莉·斯特里克兰·德拉亨蒂
雪莉·斯特里克兰·德拉亨蒂（英語：Shirley Strickland de la Hunty，1925年7月18日—2004年2月11日），旧姓斯特里克兰（Strickland），澳大利亚女子田径运动员。她曾代表澳大利亚参加1948年、1952年和1956年夏季奥林匹克运动会田径比赛，获得三枚金牌、一枚银牌和三枚铜牌。